# Parnassius stoliczkanus
Parnassius stoliczkanus is een vlinder uit de familie van de pages (Papilionidae). De wetenschappelijke naam van de soort is voor het eerst geldig gepubliceerd in 1864 door Felder & Felder.